# Technologie uit Star Wars
Dit is een overzicht van gebruikte technologie uit de filmserie Star Wars.

## Aquata breather
De A99 aquata breather is een klein toestel dat men op de mond plaatst om te kunnen ademen onder water. Dit toestel haalt de lucht uit water.
In Star Wars: Episode I: The Phantom Menace gebruiken Obi-Wan Kenobi en Qui-Gon Jinn dit als ze Jar Jar Binks volgen naar hun geheime onderwater stad Otoh Gunga in het moeras op Naboo.

## Ascension gun
De koninklijke wachten van Naboo dragen deze. In Star Wars: Episode I: The Phantom Menace gebruiken ze deze tijdens de Slag om Naboo om via de zijkant van het paleis binnen te komen en zo een barricade van het Trade Federation-leger te omzeilen. Ook Luke Skywalker gebruikt deze technologie tijdens de Slag om Hoth (Star Wars: Episode V: The Empire Strikes Back) om een zich omhoog te trekken aan een AT-AT en er een bom op te plaatsen.

## Blaster
Het meeste gebruikte technologie is de blaster die een puls lichtenergie uitstuurt die men "bolt" noemt. Deze technologie komt voor in een verschillende soorten modellen en in verschillende vormen van schadelijkheid. Vele maken een doel onschadelijk zonder echte lichamelijke schade zoals een stengun. Een schild of bepaalde magnetische beschermvelden kunnen de bolts tegenhouden.

## Bacta tank
Een bacta-tank is een cilinder gevuld met een bacteriële vloeistof die helende eigenschappen bezit. Deze vloeistof stimuleert herstel en versneld het groeien van nieuwe cellen en verwijderen van beschadigd weefsel. Personen worden volledig in deze tank ondergedompeld. Na een sneeuwstorm te Hoth in Star Wars: Episode V: The Empire Strikes Back moest Luke Skywalker enige tijd in een bacta-tank verblijven om te herstellen van een soort coma, Dormashock genaamd. Darth Vader moest zelf een heel groot deel van zijn leven in een bacta-tank doorbrengen om voor een groot deel te kunnen herstellen van zijn verwondingen die hij had opgelopen door zijn gevecht met Obi-Wan Kenobi.

## Carbon-freezing
Cloud City bezit een aantal carbon-freezing kamers om het Tibanna gas te bewaren in carbonieten platen. Het gesmolten carbonite vormde een laag over het gas en vormde zo blokken van 100 kg. Deze blokken werden voorzien van een kader (Figg and Associates Repulsor Sleds) dat zelfstandig kon zweven.
In Star Wars: Episode V: The Empire Strikes Back willen ze Luke Skywalker zo invriezen maar testen het eerst op Han Solo. Deze werd zo in een Hibernatieve toestand gehouden. Solo overleefde dit proces maar leed daarna aan de Hibrinatieziekte.

## Cloning (Klonen)
Klonen is een techniek die gekend was bij de Kaminoanen. Om het leger van "Clone Troopers" te maken klonen ze de premiejager Jango Fett in Star Wars: Episode II: Attack of the Clones. Onder andere Boba Fett is hier een voorbeeld van.

## Comlink
De comlink is een kleine walki talki-achtig toestel dat in elke Star Wars film voorkomt. Deze variëren van kleine draagbare toestellen zoals dat van Qui-Gon Jinn tot modellen die ingebouwd zijn in een armband of zelf harnas van stormtroopers.

## Darth Vader's suit
Het pak en helm van Darth Vader is een levensondersteunend pak. Waaronder een ijzeren long die de typische ademhalingsgeluiden veroorzaakt en drukmasker. Vader had dit pak nodig nadat hij dodelijke verwondingen opliep in het gevecht met Obi-Wan Kenobi in Star Wars: Episode III: Revenge of the Sith. Om zijn masker en pak af te nemen moest Vader in een speciale ruimte gaan die aan boord was van bepaalde ruimteschepen waarmee hij vloog.

## Deflector shield (Afweerschild)
Deze deflector shields beschermen een gebied gaande van een stuk grondgebied tot een ruimteschip. Deze dienen als bescherming tegen natuurlijke gevaren zoals (meteorieten) als tegen vijandelijke aanvallen. Deze schilden werken in twee richtingen en moeten dus uitgeschakeld worden als men een vliegtuig wil laten vertrekken.
De rebellenbasis op Hoth is beschermd door een schild en moet eerst door Keizerlijke Snowtroopers uitgeschakeld worden in Star Wars: Episode V: The Empire Strikes Back. ook in Star Wars: Episode VI: Return of the Jedi werd de Death Star II door een schild beschermd vanop de maan Endor. Ook hier moest eerst deze uitgeschakeld worden alvorens de rebellen deze konden vernietigen.

## Elektrobinoculars (Elektroverrekijker)
Deze verrekijkers gebruiken visuele data als computerdata om een beeld te krijgen van een voorwerp op een heel grote afstand. Daarnaast worden ook gegevens zoals de afstand, de snelheid en de helling zichtbaar. Bij slechte zichtbaarheid of duisternis worden de beelden bewerkt tot een goed zichtbaar niveau.
De worden veel gebruikt in de films door Stormtroopers bij aanvallen en verkenning. Luke Skywalker bezit een elktrobinocular waarmee hij vanop de boerderij op Tatooine het gevecht kan volgen in Star Wars: Episode IV: A New Hope. Darth Maul gebruikt deze in Star Wars: Episode I: The Phantom Menace om Padmé Amidala te zoeken op Naboo. In dezelfde film worden deze ook gebruikt door toeschouwers van de Podrace in Mos Espa.

## Force Pike
De Force Pike of Electro-Jabber is een handwapen van 7 kilogram met een verdovende vibrerende punt. Dit wapen kon belagers verdoven of zelfs doden. Het heeft veel weg van een stengun in stokvorm. Het wapen wordt onder andere gebruikt door de Emperor's Royal Guards.

## Gaderffii
De gaderffii is het traditionele wapen van het Zandvolk. Deze worden ook wel gaffi-stick genoemd. Het is een één meter lange knots gemaakt van Krayt dragon beenderen. Deze bevat een scherpe kant en werd voorzien van gif.
In Star Wars: Episode IV: A New Hope krijgt Luke Skywalker een tik van dit wapen en is een tijdje bewusteloos. Hij wordt gered door Obi-Wan Kenobi.

## Geonosian Sonic Blaster
Een Geonosian Sonic Blaster is een wapen door de Geonosians gebruikt en is ongeveer één meter lang. De geluidsgolven die het wapen schiet worden opgewekt door meerdere energetische oscillators, die vast zitten aan het einde van het wapen. In het wapen worden de geluidsgolven tot een grote bal, met een doorsnede van ongeveer een meter, gevormd. Deze groengele ballen worden dan vermengt met plasma. De afgeschoten ballen zijn stabiel totdat ze iets raken. Een treffer kan de vijanden meteen doden of zwaar verwonden.
De Geonosian Sonic Blasters waren aangepast op de drie vingers van de Geonosians, waardoor het wapen beter gehanteerd kan worden. Wanneer de Blaster wordt afgevuurd hoort men een soort van walmend geluid.
Deze Blasters werden tijdens de Kloonoorlogen op Geonosis volop gebruikt en bleken heel nuttig te zijn. Jedi konden deze ballen niet terug kaatsen met hun lichtzwaarden en werden hierdoor gedwongen om de ballen te ontwijken.

## Gungan energy catapult
Deze katapulten gelijken op speciaal gevormde planten. Ze worden op het slagveld getrokken door Falumpasets en smijten energie bollen bestaande uit plasma-achtige substantie. Deze plasma bollen komen uit de aardkorst van Naboo.
Ook de andere wapens van de Gungans zijn ecologisch en organisch gegroeid.

## Gungan-technieken
De Gungans hebben geheime technieken waarbij ze toestellen en machines organisch laten groeien.

## Holocam
Deze technologie kan holografische beelden (3D) opnemen en weergeven. Deze werden gebruikt in Star Wars: Episode I: The Phantom Menace om de Boonta Eve Podrace te filmen en op kleine toestellen in 3D weer te geven. In Star Wars: Episode IV: A New Hope vernielen Han Solo, Luke Skywalker en Chewbacca verschillende van deze holocam tijdens de bevrijding van Leia Organa in de Death Star.

## Homing beacon
De homing beacon is een toestel dat een signaal verstuurt om een voertuig te lokaliseren, zelfs als het in hyperspace vliegt. In Star Wars: Episode IV: A New Hope gebruikte Darth Vader dit door de Millennium Falcon hiervan te voorzien. Deze ontsnapte uit de Death Star maar kon door het signaal de weg naar rebellenbasis op Yavin IV vinden. Dit resulteerde in de slag om Yavin.

## Hyperdrive
Hyperdrive is de technologie (motor en besturingssysteem) die het reizen in hyperspace mogelijk maakt. Hierbij moeten op voorhand coördinaten ingegeven worden en verdwijnt het ruimteschip in hyperspace waarbij geen snelheidsbeperkingen bestaan. Enorme afstanden kunnen zo in enkele minuten afgelegd worden.

## Jawa blaster
Dit wapen wordt gebruikt door de Jawa's die leven op Tatooine. Ze leven van het verzamelen van droids en technologische onderdelen. Het wapen is verbonden met een batterij aan hun gordel en vuurt een elektrische shock af die droids tijdelijk deactiveert. Deze droids nemen ze dan gevangen en verkopen hen verder.

## Proton torpedo
De proton torpedo is een lucht-luchtraket gelijkend op een Sparrow. De X-wing en Y-wing bezitten deze raketten naast hun laserkanon. Deze raketten geven een krachtige explosie. Ze kunnen vanop een grotere afstand worden gelanceerd.

## Repulsorlift
De repulsorlift is de technologie waarbij een kracht gegeneerd wordt die zich tegen een zwaartekrachtveld afduwt. Deze technologie wordt in meerdere voertuigen gebruikt die lijken te zweven boven de oppervlakte zoals in de STAP.

## Restraining bolt
De restraining bolt is een soort apparaatje dat op droid kon geplaatst worden door de eigenaar van de droid. Dit toestel liet toe de beweegruimte van de droid te bepalen. Dikwijls bezit deze ook een afstandsbediening waarmee men de droid kan lam leggen of kan terug roepen.
In Star Wars: Episode IV: A New Hope had R2-D2 een retraining bolt en men gebruikte deze toen hij naar Owen Lars wilde gaan tijdens de droidverkoop. Vanaf dan werd deze ingesteld op de boerderij en kon R2-D2 deze niet verlaten. Later kan R2-D2 Luke Skywalker overhalen de bolt bij hem weg te halen zodat hij verder kon zoeken naar Obi-Wan Kenobi.

## Sith lichtzwaard (Sith lightsaber)
Dit lichtzwaard is van werking identiek aan een andere lichtzwaard, maar kan bestaan uit 2 lichtzwaarden aan beide kanten van het handvat. Het gebruik hiervan wordt door Darth Maul gedemonstreerd in Star Wars: Episode I: The Phantom Menace

## Sublight drive
De sublight drive is de motor waarmee de "normale snelheid" bereikt wordt met de ruimte schepen. Deze kan echter niet groter zijn dan de lichtsnelheid.
Ion-engine (ionmotor)
De ionmotor is een motor die iondeeltjes met extreme snelheid wegstuurt in de tegenovergestelde van de vaarrichting. TIEfighters beschikken over een dubbele ionmotor.

## Superlaser
De superlaser was het hoofdwapen van de Death Star. Het bestond uit 8 grote laserkanonnen die grote hoeveelheden energie uitstraalden. Deze stralen werden gebundeld in de oogvormige holte in de Death Star tot een mega energetische straal die planeten kan vernietigen.
Het werd één keer gebruikt in Slag om Yavin (Star Wars: Episode IV: A New Hope) voordat de Death Star werd vernietigd. In de slag om Endor (Star Wars: Episode VI: Return of the Jedi) werden door dit wapen verschillende ruimteschepen van de rebellenalliantie vernietigd.

## Trekstraal
De trekstraal is een soort laserstraal die gebruikt wordt om bepaalde ruimteschepen naar zich toe te trekken. In Star Wars: Episode IV: A New Hope gebruikt de Death Star deze trekstraal om de ontsnappende Millennium Falcon naar zich toe te trekken en te dwingen aan boord te gaan.

## Thermal detonator
Dit explosief is een zilverkleurige bol die na activatie een fusiereactie is die uitgroeit na enige tijd in een krachtige ontploffing. Leia Organa die vermomd was als premiejager Boushh maakte hier gebruik van tijdens de onderhandeling voor het losgeld voor Chewbacca. Ze dreigde ermee een thermal detonator te gebruiken.

## Vibro-ask
De vibro-ax is een wapen dat door de Skiff bewakers van Jabba de Hutt werd gebruikt. In Star Wars: Episode V: The Empire Strikes Back gebruiken ze deze om Luke Skywalker in de grote put te Carkoon (Tatooine) te duwen waar de Sarlacc in huist.